# Khu dự trữ sinh quyển Repetek
Khu dự trữ sinh quyển Nhà nước Repetek còn được biết đến là Khu bảo tồn thiên nhiên Hoang mạc Repetek (tiếng Turkmen: Repetek goraghanasy, Репетек горагханасы) là một khu bảo tồn thiên nhiên nằm ở phía đông Hoang mạc Karakum, gần sông Amu Darya, thuộc tỉnh Lebap, Turkmenistan. Nó nằm cách 70 km (43 mi) về phía nam của thành phố Türkmenabat. Được thành lập vào năm 1928 với diện tích 346 km2 (134 dặm vuông Anh), đây là khu vực để nghiên cứu và bảo tồn hệ sinh thái sa mạc cát.

## Lịch sử
Trạm khoa học Repetek được tổ chức vào năm 1912 theo quyết định của Hiệp hội Địa lý Nga và khu bảo tồn được thành lập vào năm 1928 trên cơ sở của trạm khoa học. Trong thời kỳ Xô Viết, khu bảo tồn thuộc Viện nghiên cứu Hoang mạc thuộc Học viện Khoa học Xô viết Turkmenia. Danh sách các ấn phẩm khoa học liên quan đến trạm Repetek và khu dự trữ sinh quyển từ năm 1982 đến năm 1991 bao gồm khoảng 250 bài báo (30% về cấu trúc cảnh quan và địa lý, 20% về thực vật học và 50% về động vật học).

## Mô tả
Cảnh quan khô cằn với các cồn cát lớn dạng chóp cao khoảng 15–20 m (49–66 ft) và dài 8–10 m (26–33 ft) ở nhiều khu vực. Loài Haloxylon ammodendron hiếm gặp ở hầu hết Trung Á nhưng tại đây có diện tích lên tới 14,7 km2 (5,7 dặm vuông Anh), xấp xỉ 4,5% lãnh thổ khu bảo tồn. Thổ nhưỡng có tầng đất cát cung cấp môi trường sống cho 21 loài cây, 104 loài cỏ, 8 loài nấm, 1 loài rêu, 68 loài tảo đất.
Khu dự trữ sinh quyển này là một vùng chim quan trọng từ năm 1979 khi hỗ trợ môi trường sống cho tập hợp đầy đủ các loài chim đặc trưng nhất của hoang mạc Karakum, đồng thời là nhà của quần thể Linh dương bướu giáp quan trọng đang bị đe dọa.